# (8100) Nobeyama
(8100) Nobeyama (1993 XF) – planetoida z pasa głównego asteroid okrążająca Słońce w ciągu 4,58 lat w średniej odległości 2,76 au. Odkryta 4 grudnia 1993 roku.